# Kerry Remsen
Kerry Remsen es una antigua actriz estadounidense, hija del también actor Bert Remsen y de la directora de casting Barbara Joyce Dodd. Desarrolló su actividad en cine y televisión durante las décadas de los 80 y 90.

## Biografía
Kerry Remsen es hija de Bert Remsen (1925-1999), quien fue un actor habitual en series de televisión y en el cine de Robert Altman, y de Barbara Dodd. Kerry tiene también una hermana, Ann Remsen Manners. Criada en California, Kerry asistió a la Escuela Preparatoria Grant, situada en Van Nuys. Dicha institución imparte, entre otras, enseñanzas de carácter audiovisual, y de ella han surgido futuras estrellas del espectáculo como Tom Selleck o Kay Lenz. Inició su actividad como actriz en la televisión a principios de la década de los 80, desempeñando desde entonces cerca de una veintena de papeles entre el cine y la televisión. Remsen se dejó ver en algunas películas terroríficas de bajo presupuesto -de entre las que pueden destacarse la segunda entrega de A Nightmare on Elm Street, de Jack Sholder, y Pumpkinhead, debut en la realización del mago de los efectos especiales Stan Winston- y en diversas series de televisión. Pero no acababa de obtener papeles importantes, y acabaría dejando la interpretación a mediados de los 90. Desde el 6 de mayo de 2006 está casada con Ron Cates.

## Filmografía y créditos
- Jacqueline Susannr's Valley of the Dolls (1981) (TV)...Adolescente
- Not My Kid (1985) (TV)...Chris
- Appointment With Fear (1985)...Heather
- Pesadilla en Elm Street 2: la venganza de Freddy (A Nightmare on Elm Street 2: Freddy's Revenge) (1985)...Novia
- The Facts of Life (Episodio "3, 2, 1") (1985) (TV)...Directora de escena
- Smart Alec/Hollywood Dreaming/The Movie Maker (1986)...Samantha
- Enredos de familia (Family Ties) (Episodio "Starting Over") (1986) (TV)...Rennie
- Dreams of Gold:The Mel Fisher Story (1986) (TV)...Talli Fisher
- Jóvenes policías (21 Jump Street) (Episodio "The Worst Night of Your Life") (1987) (TV)...Tracy
- CBS School Break Special (Episodio "An Enemy Among Us") (1987) (TV)...Jerri
- Nuestra casa (Episodio "Sounds Fom a Silent Clock: Part 1") (1987) (Serie de TV)
- Encrucijada de pasiones (Episodio "Two Moon Junction") (1988)...Carolee
- Pumpkinhead (Pumpkin Head/Vengeance: The Demon) (1988)...Maggie
- Ghoulies II (Ghoulies II) (1988)...Nicole
- ABC Afterschool (Episodio Tom Between Two Fathers) (1989) (TV)...Recepcionista
- Cuando despierta la noche (After Midnight) (Segmento "Allison's Story") (1989)...Maggie
- Un médico precoz (Doogie Howser, M.D.) (Episodio "Car Wars") (1990) (Serie de TV)...Trish
- Sensación de vivir (Beverly Hills 90210) (Episodio "A Song For My Mother") (1995) (TV)...Recepcionista
- Indictment: The McMartin Trial (1995) (TV)...Madre
- White Man's Burden (1995)...Mujer embarazada en la parada de autobús